# Кубок французской лиги по футболу 2009/2010
Кубок французской лиги по футболу 2009—2010 годов — 16-й розыгрыш кубка французской лиги по футболу. Турнир стартовал 25 июля 2009 года, финальный матч был сыгран 27 марта 2010 года на стадионе «Стад де Франс» в пригороде Парижа Сен-Дени. Победитель турнира квалифицируется в третий квалификационный раунд Лиги Европы 2010/11.

## Календарь турнира
| Раунд                   | Название              | Даты        | Участники |
| Отборочные соревнования |                       |             |           |
| 1                       | Предварительный раунд | 25 июля     | 6         |
| 2                       | Первый раунд          | 1 августа   | 20 (3+17) |
| 3                       | Второй раунд          | 25 августа  | 10        |
| 4                       | Третий раунд          | 22 сентября | 20 (5+15) |
| Финальный раунд         |                       |             |           |
| 1                       | 1/8 финала            | 12 января   | 16 (10+6) |
| 2                       | 1/4 финала            | 26 января   | 8         |
| 3                       | 1/2 финала            | 2 февраля   | 4         |
| 4                       | Финал                 | 27 марта    | 2         |

## Предварительный раунд
В предварительном раунде принимают участие 6 команд. Среди них 2 клуба, занявших второе и третье место в Лиге 3 сезона 2008/2009 — «Лаваль» и «Арль-Авиньон», 3 худшие команды Лиги 2 сезона 2008/2009 — «Амьен», «Труа» и «Реймс», а также «Геньон».
| Домашняя команда | Счет | Гостевая команда |
| ---------------- | ---- | ---------------- |
| Реймс            | 1:2  | Амьен            |
| Геньон           | 1:2  | Труа             |
| Лаваль           | 5:0  | Арль-Авиньон     |

## Первый раунд
Первый раунд был сыгран 1 августа. В нём принимали участие три победителя предварительного раунда, три худшие команды Лиги 1 сезона 2008/2009, чемпион Лиги 3 сезона 2008/2009, а также команды занявшие места 4 по 17 в Лиге 2 сезона 2008/2009, за исключением ФК «Генгам».
| Домашняя команда | Счет           | Гостевая команда |
| ---------------- | -------------- | ---------------- |
| Дижон            | 2:0            | Брест            |
| Тур              | 2:1            | Гавр             |
| Анже             | 1:0            | Ним Олимпик      |
| Мец              | 1:0            | Бастия           |
| Истр             | 6:1            | Страсбур         |
| Шатору           | 0:1            | Клермон          |
| Труа             | 4:0            | Нант             |
| Аяччо            | 2:1            | Лаваль           |
| Амьен            | 1:1 (пен. 2:3) | Ванн             |
| Седан            | 2:0            | Кан              |

## Второй раунд
Второй раунд прошел 25, 26 и 27 августа. В этом раунде принимают участие исключительно команды победители первого раунда.
| Домашняя команда | Счет           | Гостевая команда |
| ---------------- | -------------- | ---------------- |
| Клермон          | 1:0            | Истр             |
| Седан            | 6:1            | Дижон            |
| Труа             | 2:2 (пен. 0:3) | Ним Олимпик      |
| Аяччо            | 0:0 (пен. 5:6) | Ванн             |
| Мец              | 2:1            | Тур              |

## Третий раунд
Третий раунд прошел 22 и 23 сентября. Помимо 5 победителей предыдущего раунда, в борьбу вступили 12 команд Лиги 1, которые не принимали участие в еврокубах, а также 3 лучшие команды Лиги 2 сезона 2008/2009.
| Домашняя команда | Счет           | Гостевая команда |
| ---------------- | -------------- | ---------------- |
| Клермон          | 3:1            | Ванн             |
| Лорьян           | 1:0            | Гренобль         |
| Мец              | 2:0            | Валансьен        |
| Ле-Ман           | 3:0            | Ним Олимпик      |
| Седан            | 3:1            | Осер             |
| Монпелье         | 3:4 (доп. вр.) | Ланс             |
| Сент-Этьен       | 4:1            | Ницца            |
| Нанси            | 2:0            | Монако           |
| Булонь           | 0:1            | Пари Сен-Жермен  |
| Ренн             | 2:1            | Сошо             |

## 1/8 финала
Раунд был сыгран 12 января 2010 года. В нём приняли участие 10 победителей предыдущего раунда, 5 оставшихся команд Лиги 1, которые участвовали в еврокубках и победитель прошлого розыгрыша Кубка Франции 2008/2009 — ФК «Генгам».
| Домашняя команда | Счет           | Гостевая команда |
| ---------------- | -------------- | ---------------- |
| Седан            | 1:0            | Клермон          |
| Генгам           | 1:0            | Пари Сен-Жермен  |
| Олимпик Лион     | 3:0            | Мец              |
| Ланс             | 1:2            | Лорьян           |
| Тулуза           | 3:0            | Нанси            |
| Лилль            | 3:1 (доп. вр.) | Ренн             |
| Сент-Этьен       | 2:3            | Олимпик Марсель  |
| Ле-Ман           | 2:3            | Бордо            |